# Árgon
O árgon/árgão/argão/argónio(português europeu) (formas aceites com predileção a árgon) ou argônio/argon(português brasileiro) (do grego árgon, inativo) é um elemento químico, de símbolo Ar, número atômico 18 (18 prótons e 18 elétrons) e massa atômica 40 u, encontrado no estado gasoso em temperatura ambiente. O árgon foi o primeiro gás nobre descoberto, em 1894, pelos ingleses William Ramsay e Lord Rayleigh. 
É estimado que o argônio seja o 12° elemento químico mais abundante no universo. O Planeta Terra apresenta 1,29% de seu peso atmosférico em argônio, dos quais 99,6% são do isótopo 40. O argônio tem como características, quando encontrado em temperatura ambiente, ser um gás incolor, inodoro e insípido. Sua produção ocorre pela decomposição (decaimento) radioativa de um isótopo de potássio-40, processo natural que o gás migra lentamente das rochas para a atmosfera.
O argônio é utilizado na produção de produtos dos setores de iluminação, solda, semicondutores e na extinção de incêndios.

## Características principais
O argônio tem uma solubilidade em água 2,5 vezes maior que a do nitrogênio ou a do oxigênio. É um gás monoatômico incolor e inodoro tanto no estado líquido quanto no gasoso.

## Aplicações
É empregado como gás de enchimento em lâmpadas incandescentes, já que não reage com o material do filamento, mesmo em altos níveis de temperatura e pressão. Com isso, prolonga-se a vida útil da lâmpada. Emprega-se também, na substituição do néon, nas lâmpadas fluorescentes, quando se deseja uma coloração verde azulada ao invés do roxo do néon. Também é usado como substituto do nitrogénio molecular( N2 ) quando este não se comporta como gás inerte devido às condições de operação.
No âmbito industrial e científico, é empregado universalmente na recriação de atmosferas inertes (não reagentes) para evitar reacções químicas indesejadas em vários tipos de operações.
- Soldagem em arco elétrico.
- Fabricação de titânio e outros elementos químicos reactivos.
- Fabricação de monocristais — partes cilíndricas formadas por uma estrutura cristalina contínua de silício e germânio para componentes semicondutores.
- Fabricação de extintores  para produtos fácil danificação, sendo eles: museus, coleções de fotografias e ambientes de equipamentos microcontrolados.
- Laser para medicina oftalmológica, utilizado no diagnóstico e tratamento de doenças oculares.[1]

- Datação de objetos, permitindo estabelecer idades de mais de um milhão de anos.[2]

O árgon-39 é usado, entre outras aplicações, para a datação de núcleos de gelo e águas subterrâneas.
Em mergulhos profissionais, o árgon é empregado para inflar trajes (Roupas Secas), por ser inerte e principalmente por sua pequena conductibilidade térmica, proporcionando um isolamento térmico necessário para realizar longas imersões em determinadas profundidades quando se respira a mistura de Trimix.
O laser de árgon tem usos médicos em odontologia e oftalmologia. A primeira intervenção com laser de árgon foi realizada por Francis L'Esperance, para tratar uma retinopatia em fevereiro de 1968.

## História

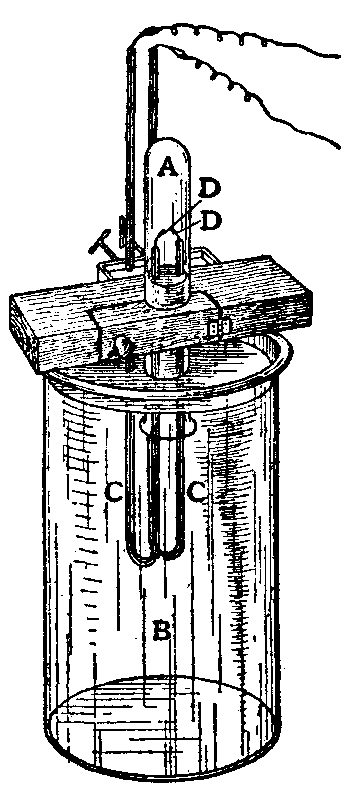
Método de Lord Rayleigh para isolar o Argônio, baseado no experimento de Henry Cavendish.

Num experimento realizado em 1785, Henry Cavendish suspeitou existir um gás mais pesado na composição da atmosfera terrestre denominado argônio (αργον, forma neutra e singular de αργος, grego para "inativo", em referência a sua inatividade química). O gás foi isolado em 1894 por Lord Rayleigh e Sir William Ramsay da University College London através da remoção de todo oxigênio, dióxido de carbono, água e nitrogênio de uma amostra limpa de ar. Eles haviam determinado que o nitrogênio produzido através de reações químicas era 0,5% mais leve que o nitrogênio proveniente da atmosfera. A diferença parecia insignificante mas atraiu a atenção deles por meses. Finalmente, concluíram que havia outro gás no ar misturado com o nitrogênio. O argônio também foi identificado em 1882 através de uma pesquisa independente de H. F. Newall e W. N. Hartley. Eles observaram novas linhas no espectro de cor do ar mas não era possível identificar o elemento responsável por estas linhas. Até 1957 o símbolo atômico do árgon era A, quando foi mudado para Ar.
Em 1904 Rayleight recebeu o Prêmio Nobel de Física pelas suas investigações acerca da densidade dos gases nobres, incluindo o árgon.

## Abundância e obtenção
O gás é obtido por meio da destilação fracionada do ar líquido, onde é encontrado numa proporção de aproximadamente 0,94%, eliminando-se posteriormente o oxigénio residual com hidrogénio. A atmosfera de Marte contém 1,6%, a de Mercúrio contém 7,0% e a atmosfera de Vénus contém apenas traços.

## Compostos
Como o argônio é um gás nobre, espera-se que ele não participe de compostos com outros elementos, mas em condições especiais é possível preparar alguns compostos contendo argônio, como o difluoreto de argônio (ArF2) e o fluoridreto de argônio (HArF), ambos os compostos são estáveis a baixas temperaturas. ArF2 é um sólido que se decompõe nos elementos à temperatura ambiente.

## Isótopos
Os principais isótopos de árgon presentes na Terra são Ar-40 (99,6%) e em menores quantidades, o Ar-36 e Ar-38. O isótopo K-40, com uma vida média de 1,205×109 anos, decai em 11,2% a Ar-40 estável mediante captura electrónica e desintegração β+ (emissão de um positrão), e os 88,8% restantes a Ca-40 mediante desintegração β- (emissão de um electrão). Estas proporções de desintegração permitem determinar a idade das rochas.
Na atmosfera terrestre, o Ar-39 é gerado por bombardeamento de raios cósmicos principalmente a partir do Ar-40. Em locais subterrâneos não expostos é produzido por captura neutrónica do K-39 e desintegração α do cálcio.
O Ar-37, com uma vida média de 35 dias, é produto do decaimento do Ca-40, resultado de explosões nucleares subterrâneas.